# Ayumu Goromaru

a Compétitions nationales et continentales officielles uniquement.

b Matchs officiels uniquement.
Dernière mise à jour le 12 juillet 2025.
Ayumu Goromaru (五郎丸 歩, Gorōmaru Ayumu), né le 1er mars 1986 à Fukuoka (Japon), est un joueur international japonais de rugby à XV évoluant au poste d'arrière.
Considéré comme une star dans son pays, Goromaru est notamment le joueur japonais ayant marqué le plus de points en équipe nationale.

## Biographie
Lors de la saison 2012-2013 de Top League, évoluant alors avec le club japonais de Yamaha Júbilo, il obtient le record du plus de points marqués avec un total de 182.
En 2015, il signe avec l'équipe australienne des Queensland Reds pour disputer la saison 2016 de Super Rugby.
Il se fait particulièrement remarquer durant la Coupe du monde 2015, en inscrivant 25 points contre l'Afrique du Sud en match de poule, ce qui permet une victoire historique du Japon 34 à 32.
À la fin de la saison 2015-2016 de Top League, il termine meilleur réalisateur et est retenu dans l'équipe type de la compétition.
Puis, le RC Toulon annonce l'arrivée d'Ayumu Goromaru pour la saison suivante. Il fait alors sa première apparition en Top 14 le 6 novembre 2016 en entrant en jeu contre le Lyon OU. Le président du RCT Mourad Boudjellal annonce au mois d'avril qu'Ayumu Goromaru ne sera pas reconduit pour la saison à venir, après seulement 5 matchs joués et aucun point marqué.
N'ayant pas retrouvé le chemin de sa selection depuis la Coupe du monde, il garde cependant un statut proche de celui de « mythe » au Japon.

## Palmarès

### En club
- Finaliste du Championnat du Japon en 2015 avec le Yamaha Júbilo.

### En équipe nationale
- Vainqueur de la Coupe des nations du Pacifique en 2014 avec l'équipe du Japon.

### Distinctions personnelles
- Meilleur réalisateur du Championnat du Japon en 2016.
- Membre de l'équipe type du Championnat du Japon en 2016.

## Statistiques en équipe nationale
- 57 sélections
- 711 points (18 essais, 162 transformations, 99 pénalités)
- Sélections par année : 4 en 2005, 6 en 2009, 1 en 2010, 9 en 2012, 13 en 2013, 10 en 2014 et 13 en 2015.

En coupe du monde :
- 2015 :  4 sélections (Afrique du Sud, Écosse, Samoa, États-Unis)